# Марки виртуальных государств
Ма́рки виртуа́льных госуда́рств, или «почто́вые при́зраки», — как правило, марки несуществующих, виртуальных государств, а также микрогосударств, необитаемых или малозаселённых территорий, которые выпускаются в целях пропагандистских (по политическим причинам), спекулятивных (для коммерческой выгоды) и/или просто ради развлечения художника. По подсчётам экспертов, совокупное количество подобных выпусков в мире по меньшей мере более 80 тысяч, и оно продолжает увеличиваться, как растёт и число самих подобных микронаций и виртуальных государств.

## Примеры

### Абд-эль-Кури
Абд-эль-Кури (араб. عبد الكوري‎) — небольшой остров в Аравийском море между Сомалийским полуостровом и островом Сокотра. Часть территории Йемена. В конце 1969 года на филателистический рынок попали три марки с изображениями самолётов «Боинг», «Ту» и «Конкорд» и названием острова. Впоследствии выяснилось, что они выпущены в Риме фирмой «Интер Филателик» и отношения к острову не имеют. Их авторами были братья Салинари, выдававшие их за выпуски несуществующего эмирата на берегу Персидского залива с населением 250 тысяч человек. На одной из марок даже изображена карта эмирата.

### Аврам
Княжество Аврам (Grand Duchy of Avram) — микрогосударство в Тасмании (Австралия). В конце XX века частное владение, находящееся на территории австралийского штата Западная Австралия, было объявлено его хозяином «независимым княжеством», для которого с 1982 года начали выходить собственные марки. Номиналы указаны в «местной валюте» — дукалах.

### Аджман

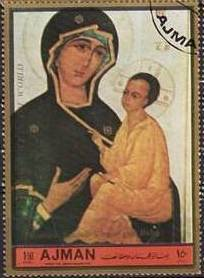
Фиктивно погашенная марка Аджмана (1972): Тихвинская икона Божией Матери

Аджман (Ajman) — самое маленькое княжество в составе Объединённых Арабских Эмиратов. Спекулятивные выпуски Аджмана производились за рубежом и не попадали в само княжество.

### Азад Хинд

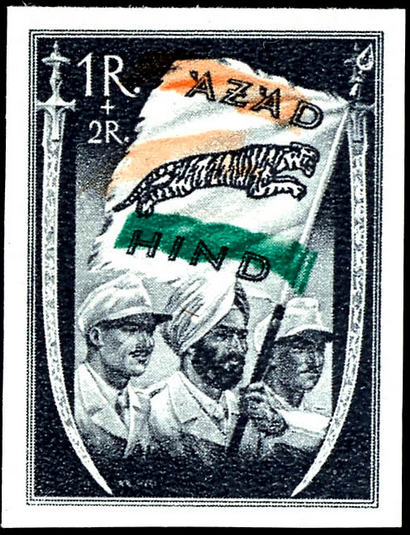
Марка Азад Хинд в 1 + 2 рупии(Mi #VIIa)

Азад Хинд (Azad Hind), или с хинди — «Свободная Индия». В 1942—1945 годах входившие в состав Британской Индии Андаманские и Никобарские острова были оккупированы Японией. Для созданного на них Временного правительства Свободной Индии, возглавлявшегося Субхасом Чандра Босом, в нацистской Германии в имперской типографии в Берлине были отпечатаны пропагандистские марки с надписью Àzàd Hind. Вся серия с разновидностями включала 21 марку. Для островов изготовили три марки номиналами в ½, 1 и 1½ анна, с зубцами и без зубцов, но в почтовое обращение они не поступали. В то же время для континентальной части Индии эмитировали 16 марок, описание которых включено в каталог «Михель», поскольку они были в употреблении для почты в районе города Импхал (территория Манипур), где было расположение подразделений Индийской национальной армии.

### Азадистан
Азадистан (азерб. Azadıstan). В 1920 году была осуществлена попытка отделить от Ирана Иранский Азербайджан. Здесь было создано государство Азадистан, просуществовавшее с апреля по сентябрь. Этот факт оставил о себе память в виде марки: надпись «Azadistan» на фоне иранского флага, но без льва и солнца. Кем и когда была выпущена марка и была ли она в обращении, неизвестно.

### Акри

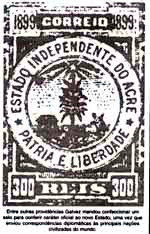
Марка Акри (1899)

Свободное государство Акри (порт. Estado Independente do Acre). Акри — один из штатов Бразилии, расположенный на стыке Бразилии, Боливии и Перу, в XIX веке был спорной территорией этих стран. В 1899 году появилась шестимарочная серия с надписью на португальском языке «Свободное государство Акри». Место изготовления и изготовитель этих марок неизвестны.

### Альпенфорланд—Адрия

Марка территории Альпенфорланд—Адрия

Альпенфорланд—Адрия (нем. Alpenvorland / Adria). Фантастические марки с такой надписью появились во второй половине 1940-х годов и повторяли рисунки оккупационных марок Провинции Лайбах (Любляны).

### Амазония

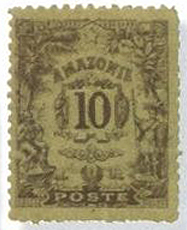
Марка Амазонии (1901)

Амазония (фр. Amazonie). В 1901 году возникла серия из шести марок с такой надписью. Она была изготовлена неизвестными лицами и, вероятнее всего, представляла собой спекулятивно-фантастический выпуск. Некоторые исследователи полагают, что это были частные выпуски железнодорожной компании, которая осуществляла перевозку почты из внутренних районов междуречья Амазонки и Токантинс (Бразилия) к атлантическому побережью (город Белен), откуда корреспонденция далее переправлялась в город Кайенну (Французская Гвиана). По другой информации, Амазония — территория, располагавшаяся в бассейне реки Рио-Карсевене (порт. Rio Carsevene), притоке Амазонки, а марки с этим названием вышли в свет в 1894 году. Не исключено, что это были две разные эмиссии.

### Амбергрис
Амбергрис (англ. Ambergris Caye) — самый северный и самый крупный из островов архипелага, протянувшегося вдоль побережья Белиза. Марки для него официально не выпускались. Встречающиеся выпуски с обозначением названия острова изготовлены в спекулятивных целях.

### Амой — Гонконг — Шанхай — Нингпо
Амой — Гонконг — Шанхай — Нингпо (Amoy—Hongkong—Shanghai—Ningpo). С марта 1890 года по апрель 1895 года в китайском городе Амое (ныне Сямынь), одном из открытых портов, в употреблении были марки городской почты Шанхая, а с 1895 года хождение имели собственные марки оригинальных рисунков. В то же время известны выпуски шанхайской почты с надпечаткой «Amoy» («Амой»), а также оригинальных рисунков с той же надписью, которые считаются спекулятивно-фантастическими.
Марки с текстом «Амой — Гонконг — Шанхай — Нингпо» появились в конце XIX века, предположительно, для пароходной компании, осуществлявшей сообщение между открытыми китайскими портами Амой, Гонконг, Шанхай и Нингпо. Однако эта эмиссия более похожа на спекулятивную. Марки имели довольно сложный рисунок: орёл с распростёртыми крыльями и лентой в клюве с надписью «Fanqui» (с кит. — «иностранный дьявол»), пагода, человек с зонтиком и под ними — судно; в правой части марочного располагались иероглифы. Были изготовлены миниатюры трёх номиналов без указания денежных единиц: 3 — синего цвета, 5 — красного, 10 — жёлтого.

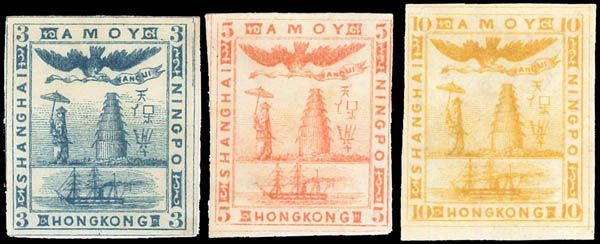
Марки спекулятивного выпуска «Амой — Гонконг — Шанхай — Нингпо» (1890-е)

### Арктическая почта / Полярная почта
Арктическая почта / Полярная почта (нем. Arctische post / англ. Polar Post). В конце XIX века немецкий капитан дальнего плавания Вильгельм Баде организовал регулярную связь по морю с архипелагом Шпицберген. Примерно в то же время, когда появились первые марки Шпицбергена, Баде изготовил собственные марки, которые продавались только на кораблях, зафрахтованных им для рейсов на архипелаг. Эти марки двух оригинальных рисунков были отпечатаны в Висмаре в 1897—1898 годах в количестве одна тысяча экземпляров для каждого вида марок.

Вырезка с маркой Ассоциации Большого Горького озера (1969)

В первом выпуске (1897 года) на рисунке марки фиолетово-золотисто-чёрных цветов и номиналом «10» (без указания денежной единицы) изображён лыжник с собакой и дана надпись: «Arctische post. Cap. W. Bade» («Арктическая почта. Кап. В. Баде»). На синей марке второго выпуска, того же номинала «10», нарисован тюлень на льдине; надпись — «Polar Post» («Полярная почта»). Марки обоих выпусков были выполнены с зубцовкой 11¼ и на бумаге без водяных знаков. Небольшим тиражом в Мюнхене была также отпечатана иллюстрированная почтовая карточка, на которой был запечатлён глетчер Смееренбург на Шпицбергене, пароход у берега и белый медведь на льдине. Как марки, так и карточки Баде считаются среди коллекционеров довольно редкими.

### Ассоциация Большого Горького озера
«Ассоциация Большого Горького озера», также «Общество Большого Горького озера» (Great Bitter Lake Association — GBLA) или «Жёлтый флот» (Yellow Fleet), — организованное объединение команд 14 судов разных стран, запертых с 1967 по 1975 год на Большом Горьком озере (Египет) в результате военных действий Израиля и производивших собственные марки.

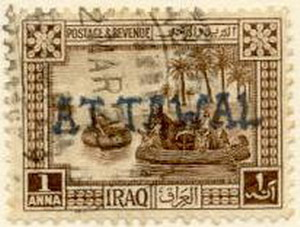
Марка Ат-Таваля (надпечатка на марке Ирака)

### Ат-Таваль
Ат-Таваль (At-Tawal) — небольшая нейтральная зона на границе Кувейта, Ирака и Саудовской Аравии. В 1960-е годы на филателистическом рынке появились марки Кувейта, Ирака и Саудовской Аравии с чёрными и цветными надпечатками названия нейтральной зоны. Впоследствии выяснилось, что эти фантастические марки были изготовлены в США.

### Атлантис
Княжество Атлантис
Атлантис (Атлантида; Atlantis), или Княжество Атлантис (Principality of Atlantis). Как считает И. Шевченко, якобы в 1917 году появились марки с таким названием, связанные с передачей Датской Вест-Индии (ныне Виргинские острова (США)) в американское управление и представляющие собой спекулятивно-фантастический выпуск. На самом деле марки Атлантиса увидели свет в 1934 году. К этому был причастен американец датского происхождения капитан Джон Ларсен Мотт (Captain John Larsen Mott), который ранее был известен как Оге Йоханнес Ларсен (дат. Aage Johannes Larsen). Первая марочная серия включала шесть номиналов и была выполнена в беззубцовом варианте и с зубцами. Оригинальный рисунок запечатлел мать Мотта, Анну Марию Йоргенсен (Anne Marie Jørgensen), которая была назначена королевой Атлантиды. Были изготовлены также конверты Атлантиса, которые ныне являются редкими. В то же время была выпущена серия треугольных марок. На изображавших королеву Атлантиды марках позднее были сделаны надпечатки для других вымышленных земель Лемурии и Му: «Atantis y Lemuria» и «Atantis y Mu». В 1938 году была выпущена новая серия марок Атлантиса, вероятно, редкая.
Королевство Атлантис
Королевство Атлантис (англ. Kingdom of Atlantis). Известны неоднократные попытки создания марок от имени несуществующего Королевства Атлантис, которые являются исключительно плодом фантазии нарисовавших их художников. Так, фантастические марки этого королевства были когда-то перечислены в телефонной книге штата Огайо в разделе «Марки для коллекционеров», и их автором был канадско-американский художник комиксов и анималист Генри Сталл (Henry Stull; 1851—1913). Ещё одним примером могут служить артимарки Стивена Эрика Уайта (Steven Eric White) с надписями «Kingdom of Atlantis» и «Atlantis».

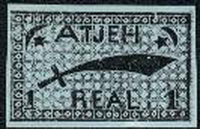
Марка Ачеха (1882)

### Ачех
Аче, или Ачех (Aceh, Acheh или Atjeh), также Атчин (Acheen или Achin). Марки фантастического выпуска были изданы в 1882 году от имени султаната Ачех, находившегося на острове Суматра (Голландская Ост-Индия). Более точных данных нет.

### Барбе
Остров Барбе (фр. Île Barbe). Эти фантастические марки созданы Огюстом Бурди (Auguste Bourdi) во Франции для острова посреди реки Сона в Лионе.

### Бардси
Бардси (англ. Bardsey Island) — остров у берегов Северного Уэльса, находящийся с 1979 года в частном владении. В том же году британская почтовая служба выдала официальное разрешение и одобрение почтовых операции между островом и Уэльсом. Первая серии марок из семи номиналов вышла в свет 26 февраля 1979 года при участии фирмы «Format International», которая была известна выполнением заказов на марки для многих стран. Тем не менее на острове отсутствовала официальная почта, и корреспонденцию необходимо было франкировать одновременно общегосударственными и островными марками, которые были действительны только для пересылки в ближайшее государственное почтовое отделение.

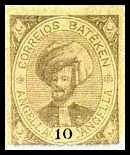
Марка Батеке, Португалия (1897)

### Батеке
Батеке (Batéké), также Батекен (порт. Bateken). В 1897 году неизвестными лицами была издана серия фантастических марок этой несуществующей колонии Португалии с надписью «Почта Батеке» (Correios Bateken). Колония предположительно находилась в районе африканского плато Батеке (фр. Batéké Plateau).

### Бернера
Бернера (англ. Bernera) — два острова, Грейт-Бернера и Литтл-Бернера, в группе Внешних Гебридских островов, находящиеся в частном владении. Регулярная почта на острове отсутствует, и марки, инициированные владельцем, с указанием названия островов выходили в качестве сувениров для туристов и гостей.

### Бреку
Бреку (фр. Brecqhou, также Brechou) — мелкий островок в частном владении, административно относится к близлежащему острову Сакр и бейливику Гернси (Нормандские острова) и не имеет почтового отделения. 30 сентября 1969 года в продажу поступили марки острова, изготовленные в качестве сувениров для его посетителей, которые использовались только один день. С 1999 года выпусок марок был возобновлён.

### Бретань
Бретань (брет. Breiz или Breizh, фр. Bretagne, англ. Brittany) — регион и одноимённая историческая область на северо-западе Франции, для которой в 1903—1904 годах издавались пропагандистские (сепаратистские) виньетки, в 1944—1945 годах — частные коммеморативные патриотические выпуски, а в 1960-х годах — спекулятивно-фантастические.
Примеры марок Бохары

### Бохара
Бухарский эмират
Бохара (Bokhara). Бухарский эмират находился в вассальной зависимости от Российской империи, и в 1886 году от его имени были выпущены спекулятивно-фантастические марки, изображающие стилизованную мечеть с надписями якобы на местном языке.
Бухарское ханство
Бухарское ханство (Khanate of Bukhara) — вымышленная территория, не имеющая никакого отношения к Бухарскому ханству XVI—XVIII веков и созданная в 1970-х — 1980-х годах новозеландцем Брюсом Гренвиллом, автором артимарок.

### Бохоль
Остров Бохоль (таг. Bohol) — один из Филиппинских островов (севернее острова Минданао). Происхождение марок с текстом исп. Sello postal provisional Bohol («Почтовая провизорная марка Бохоля») неизвестно. Номинал не указан.

Марка Бумбунги с купонами, посвящённая королевской свадьбе принца Уэльского Чарльза и леди Дианы Спенсер (1981)

### Бумбунга
Провинция Бумбунга (англ. Province of Bumbunga) — микрогосударство в Австралии. «Провинция» была создана 29 марта 1976 года, когда бывший английский цирковой дрессировщик обезьян фермер Алекс Брэкстоун объявил независимость от Австралии своего участка размером в 4 гектара, расположенного около города Сноутаун в Южной Австралии. В период с 1980 по 1987 самопровозглашённый губернатор Брэкстоун выпустил 15 серий марок на британские роялистские темы.

Марка острова Вайкоа

### Бьютен-Балдони
Бьютен-Балдони (нидерл. Buiten Baldonie, англ. Outer Baldonia), или Княжество Внешняя Балдония (Principality of Outer Baldonia). В 1968 году выпускались марки этого самопровозглашённого микрогосударства, расположенного на острове Аутер-Болд-Таскет юго-западнее полуострова Новая Шотландия (Канада) и основанного американским бизнесменом Расселлом М. Арунделом (Russell M. Arundel).

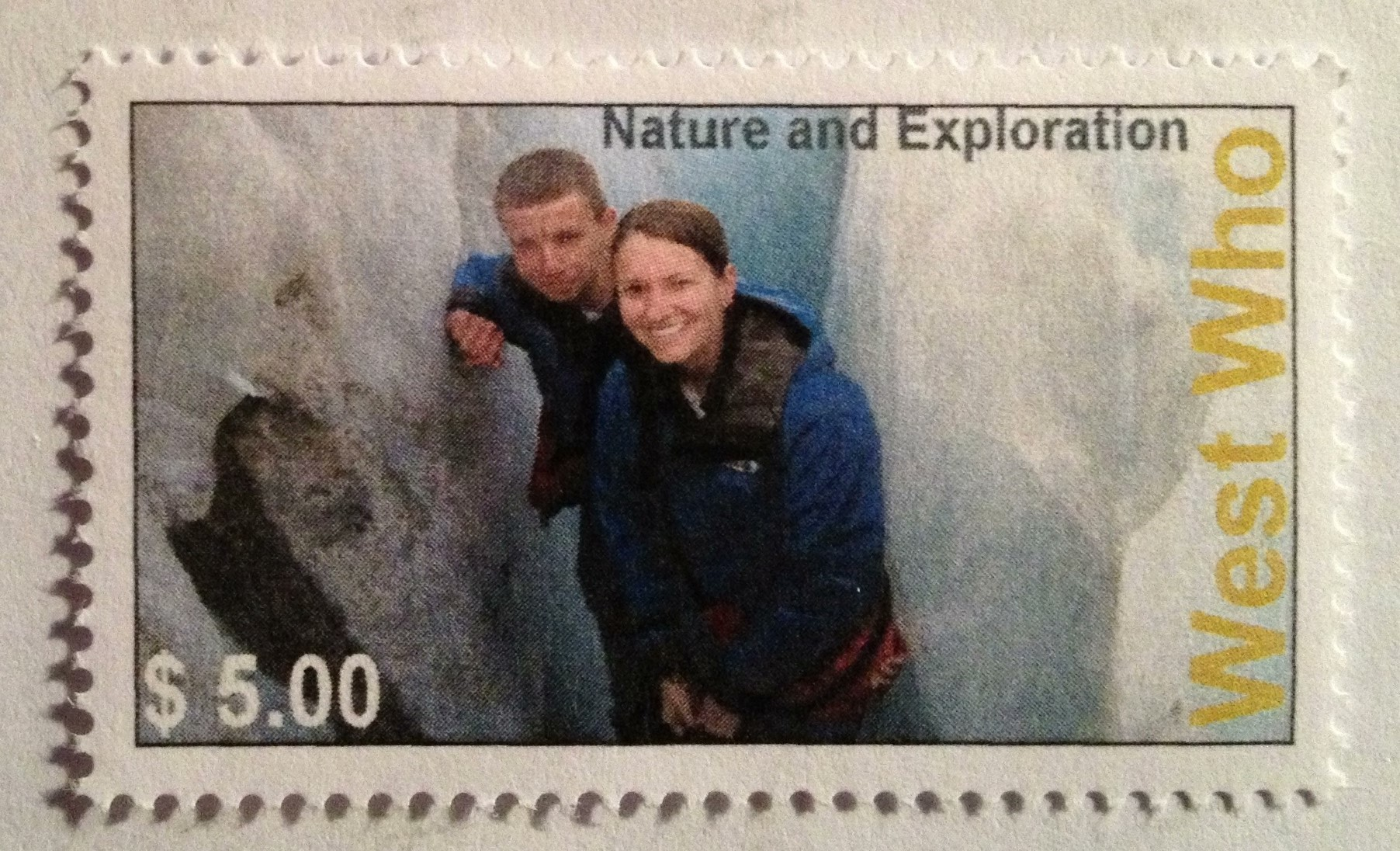
Марка Республики Вест-Ху. Президент Уильям Фарр (William Farr) и министр окружающей среды Маргарет Нейдерер (Margaret Neiderer) в Новой Зеландии

### Вайкоа
Республика Острова Вайкоа (Republic of Waikoa). С 1969 года появлялись марки фантастического государства Вайкоа, которое якобы находилось на новозеландском острове Кермадек.

### Вест-Ху
Республика Вест-Ху (Republic of West Who) — самопровозглашенное микрогосударство, возникшее в 1969 году в Короне (Калифорния, США) и издающее собственные марки.

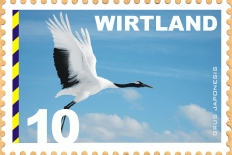
Марка Виртландии

### Виртландия
Виртландия (Wirtland, также Hayalistan в тюркских странах) — виртуальное государство, созданное в 2008 году и претендующее на звание первого в мире базирующегося в интернете. Выпускает собственные марки.

### Даваар
Даваар (Davaar Island) — островок в частном владении у побережья Шотландии, расположенный между полуостровом Кинтайр и островом Арран, недалеко от города Кэмпбелтаун, на котором проживают смотрители маяка. С начала 1960-х годов от имени этого острова было произведено 450 марок. При этом люди, имевшие право собственности на острове, даже точно не знали о количестве марок, напечатанных от имени принадлежавшей им территории. Так, Дерри Тернер, который был собственником Даваара в 1970-е годы, весьма удивился, узнав, что его остров был лидером в этом соревновании, причём в островной марочной продукции тематически преобладали портретные марки — от Моны Лизы до Джона Кеннеди. По информации на 1991 год, марки эмитировались владельцем острова.

### Правительство Данцига в изгнании
Правительство вольного города Данцига в изгнании (нем. Exilregierung der Freien Stadt Danzig). Данциг (ныне Гданьск) в 1919—1939 годах был вольным городом-республикой, который был воссоединён с Польшей в 1945 году. В конце 1960-х годов якобы от имени «правительства Данцига в изгнании» на филателистических рынках всплыли пять маркоподобных виньеток, на которых был запечатлён герб вольного города Данцига. Позднее оказалось, что местом их создания был Стокгольм (Швеция) и к их изготовлению были причастны несколько комбинаторов, желавших выдать свои «произведения» за выпуски этого правительства в изгнании.

### Датская Вест-Индия
Датская Вест-Индия (дат. Dansk Vestindien; англ. Danish West Indies или Danish Virgin Islands). В 1916—1917 годах произошла передача островов Датской Вест-Индии по договору Соединённым Штатам Америки, которая вызвала протест некоторых политических групп. Акции протеста предполагали издание пропагандистских виньеток с видом порта и текстом: дат. Dansk Vestindien — Protest mod salget («Датская Вест-Индия — протест против продажи») или Stem mod salg af Dansk Vestindien («Голосуй против продажи Датской Вест-Индии»). По версии И. Шевченко, эти события якобы предшествовали появлению идеи создать государство Атлантис, для которого в 1917 году могли быть отпечатаны соответствующие марки, но в обращение они так и не попали, что не соответствует действительности.

Марка Дауэрти и Хесперис с флагом и картой вымышленных островов (1965)

### Дауэрти и Хесперис
«Федерация островов Дауэрти и Хесперис» (Federation of Dougherty and Hesperies Islands). Марки от имени неких таинственных островов у берегов Антарктиды появились в 1964 году к Олимпийским играм в Токио (по другим данным, в 1965 году).
Возникновению «государства» под этим названием в середине 1960-х годов филателистический мир обязан некоему господину Стопахио, который представлялся как «генеральный почтмейстер» неизвестной «территории». Тем не менее этот «официальный представитель» был не в состоянии даже указать на точное географическое положение своей «страны» и лишь туманно объяснял, что это — «остров расположенный в морях юга Тихого океана». Вероятно, мошенник выбрал для своего «государства» некий загадочный остров Дауэрти, о котором мир узнал в середине XIX века, но который впоследствии бесследно пропал.

Конверт с марками островов Дахлак, погашенными специальным штемпелем, который был отправлен авиапочтой в 1970 году из Массауа в Англию, в штаб-квартиру Общества научных исследований (Scientific Exploration Society)

По всей видимости, за таинственный остров был принят айсберг. По прошествии более ста лет с момента этого «географического открытия» ловкий обманщик решил использовать информацию о «пропавшем острове» в спекулятивных целях и поживиться за счет несведущих и неопытных коллекционеров. Таким образом, «генеральный почтмейстер» Стопахио, выпустивший почтовый призраки, оказался и единственным «обитателем» своего острова-призрака.

### Дахлак
Острова Дахлак (Dahlak Islands). В 1969—1970 годах для научной экспедиции по исследованию эфиопского архипелага Дахлак — прибрежных островов, ныне принадлежащих Эритрее, были подготовлены марки. Они печатались в виде кляйнбогенов из шести марок и использовались вместе со специальными конвертами и штемпелями для почтовых нужд экспедиции.

Марка Дофара

### Дофар
Дофар, или Дуфар (Dhofar или Dhufar). В этой южной части Омана в 1965 году возник Народный фронт освобождения Дофара, преобразованный в 1968 году в Народный фронт освобождения оккупированной зоны Персидского залива. В 1972 году на филателистическом рынке всплыли спекулятивные выпуски с изображением бабочек и надпечаткой на английском языке «Дофар». Используя сложную политическую и военную ситуацию в Омане и прикрываясь освободительной борьбой против английских колонизаторов, группа дельцов занялась изданием маркоподобных картинок в целях спекуляции и наживы за счет неопытных филателистов.

### Остров Дрейка

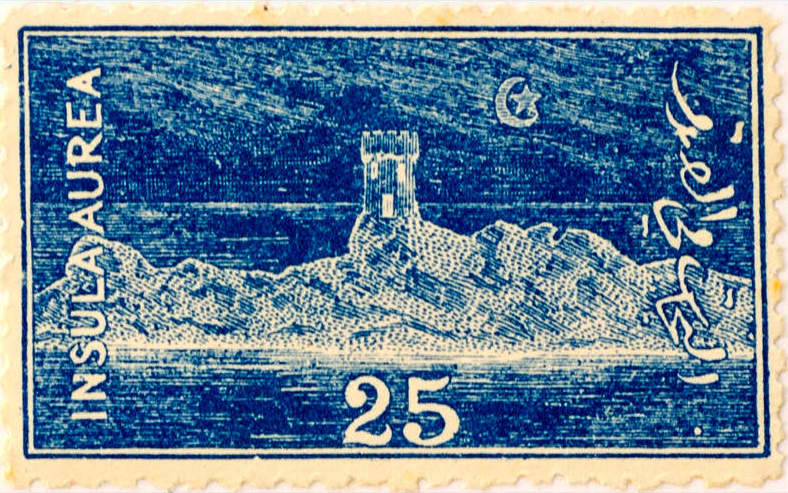
Марка острова Иль-д'Ор с видом башни и надписью «Insula Aurea»

Остров Дрейка (Drake's Island). Расположен у берегов Англии и назван в честь знаменитого мореплавателя, капера и вице-адмирала XVI века Фрэнсиса Дрейка. С 1973 года здесь стала функционировать частная почта, для которой владелец острова печатал специальные марки, применявшиеся для оплаты корреспонденции с острова до ближайшего почтового отделения.

### Иль-д’Ор
Иль-д’Ор (Île d'Or; с фр. — «Золотой остров»), — небольшой остров-скала у юго-восточных берегов Франции (коммуна Сен-Рафаэль), который был приобретён в 1909 году Огюстом Люто. В 1912 году он построил на острове башню, в 1913 году провозгласил себя королем Огюстом I и выпускал собственные монеты и марки.

### Калдей
Калдей (англ. Caldey Island) — крошечный остров у побережья Уэльса, где с 1973 года начала функционировать частная почта, для которой печатали виньетки. Последние были предназначены для оплаты корреспонденции до её поступления в государственные учреждения.

### Канна
Канна (англ.  Canna) — небольшой остров к югу от шотландского острова Скай во Внутренних Гебридах, находящийся в частном владении и не имеющий почтового отделения. Тем не менее его владелец Джон Лорн Кэмпбелл издал в 1958 году в сувенирных целях серию маркоподобных виньеток с видами острова.

### Карн Яр

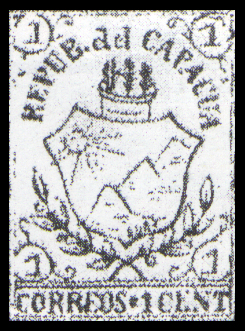
Марка Капакуа (1883)

Карн Яр — расположен в группе островов Саммер у побережья Шотландии, находится в частном владении и не обслуживается почтой. В 1961 году его владелец изготовил единственную серию сувенирных виньеток, которые не поступили в обращении. В 1962 году проходила забастовка почтовых служащих в Лондоне, и в связи с этим на марках-виньетках были сделаны надпечатки для использования для оплаты корреспонденции, доставлявшейся частной почтовой службой. Тем самым эти марки вошли в число так называемых штрейкбрехерских выпусков.

### Капакуа
Республика Капакуа (исп. República del Capacua). В апреле 1883 года на территории Боливии якобы была провозглашена независимая республика Капакуа со столицей в городе Санта-Тереса. Тогда же появилась 5-марочная серия с изображением герба и надписью «Республика Капакуа». Спекулятивный выпуск.

### Катибо
Катибо (Katibo). В 1940—1962 годах некий Дональд Эванс создавал фантастические марки государства Катибо, якобы находящегося на территории Бразилии. На них были различные надписи, в которых неизменно присутствовало название государства «Катибо».

### Каф-оф-Мэн
Каф-оф-Мэн (англ. Calf of Man) — маленький остров в частном владении у южного побережья острова Мэн. С 1962 по 1973 год здесь работала частная почта. Первая марочная серия была эмитирована в год открытия этой почты, и её сюжетами были экспонаты музея в Дугласе, столице острова Мэн. На тот момент на острове Каф-оф-Мэн проживал всего один человек — его владелец.

### Клиппертон
Клиппертон (Clipperton) — небольшой островок, расположенный в Тихом океане, находится в составе Французской Полинезии. Остров необитаем и до 1931 года был спорной территорией. В 1895 году на филателистическом рынке возникла 10-марочная серия с названием острова, преследовавшая спекулятивные цели. По информации И. Шевченко, автор выпуска неизвестен. Однако, по другим сведениям, марки были подготовлены американской Океанической фосфатной компанией (Oceanic Phosphate Company) из Сан-Франциско, занимавшейся на острове разработкой фосфатов из птичьего помёта гуано. Соответственно, выпущенные марки были проштемпелёваны двойными круглым штампом с текстом: «W. Frese & Co. San Francisco» («У. Фрезе и К°. Сан-Франциско») и «Agents for O. P. Co.» («Агенты для Океанической фосфатной компании»). Предполагалось использовать эти марки для оплаты почтовой корреспонденции наёмных рабочих компании, но планам этим не суждено было сбыться. Тем не менее существуют семь конвертов, прошедших официальную почту и франкированных этими марками, а также шесть экземпляров марок, погашенных действительными почтовыми штемпелями.

Марки Клиппертона (1895)
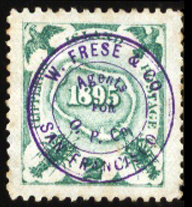
2 цента
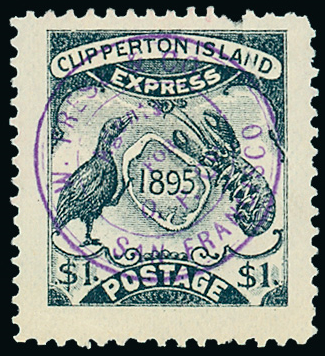
1 доллар

### Короко
Короко (исп. Coroco). Марки этой «республики», якобы вошедшей в состав Чили, появились в 1913 году. В работе И. Шевченко сообщается, что о месте издания этого спекулятивно-фантастического выпуска и его изготовителях ничего не известно. Однако, по другой информации, воображаемое южноамериканское государство с таким названием, будто бы прилегавшее к Чили, было описано в романе Артура Брея (англ. Arthur Bray) «Ключ к разгадке почтовой марки» («The Clue of the Postage Stamp»; 1913). В качестве рекламной кампании по продаже книг издательство Alexander Thom & Co. Ltd. из Лондона и Дублина отпечатало литографским способом разноцветную маркоподобную виньетку. На ней был изображён вымышленный главный герой романа и сделана надпись: исп. «Coroco / 5 Centavos» («Короко / 5 сентаво»). При этом марка клеилась непосредственно на обложку книги.

Марка Короко на обложке романа «Ключ к разгадке почтовой марки» Артура Брея (1913)

Марки Королевства геев и лесбиянок (2006)

### Королевство геев и лесбиянок
Королевство геев и лесбиянок островов Кораллового моря (англ. Gay and Lesbian Kingdom of the Coral Sea Islands) — микрогосударство, находящееся на территории островов Кораллового моря у берегов Австралии. «Правительство Королевства» выпускает собственные марки с июля 2006 года. Номинал марок указывается в евро.

### Кортерра
Республика Кортерра (Corterra, сокращённо от Coral Terra, то есть «Коралловая земля»). В 1974 году были изданы марки частного владения (атолла) в южной части островов Лайн.

Марка султаната Куайти (1967): «Утренняя прогулка (картина Гейнсборо)» Т. Гейнсборо

### Куайти
Султанат Куайти (иногда Кайити; Quaiti state in Hadramaut) — бывший султанат в составе британского протектората Аден. В 1963 году вошёл в состав Федерации Южной Аравии. В октябре 1963 года в горах Радфана вспыхнуло народное восстание, направленное против колонизаторов и местных марионеточных режимов, положившее начало организованной вооружённой борьбе. Султанат Куайти перешёл под контроль национально-освободительных сил во второй половине сентября 1967 года. С 30 октября стал частью Народной Республики Южного Йемена (ныне Республика Йемен). Султан Куайти Галеб Бин Авад после изгнания из своих владений обосновался за границей. Там он занялся коммерцией и при помощи посредников стал печатать и распространять марки султаната Куайти, хотя последний стал к тому времени уже географическим призраком. Первое сообщение об этих марках появилось в печати в марте 1968 года. Французский филателистический журнал опубликовал сообщение и описание эмиссий султаната. Впоследствии на филателистический рынок выплеснулось множество таких почтовых «призраков» разнообразной тематики.

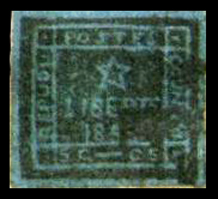
Марка Кунани (1893)

### Кунани
Республика Кунани (фр. République de Counani или République de Counanier) — территория, расположенная между Французской Гвианой и Бразилией, которая оспаривалась Францией и Бразилией в течение приблизительно столетия. Название этой территории было использовано в качестве названия мифической «республики индейцев», простирающейся от границ Венесуэлы до Атлантического океана. «Республика» якобы имела своего президента, флаг, герб а также почту, которая выпускает почтовые марки использующиеся для внутренних отправлений. С 1887 по 1908 год фантастами Жюлем Гро и Адольфом Брезе, который назвал себя «президентом Кунани» и боролся за международное признание этого «государства», были выпущены пять серий марок с надписью «Республика Кунани», а позднее — просто «Кунани». Ни к почте, ни к филателии данные эмиссии не имеют какого-либо отношения.

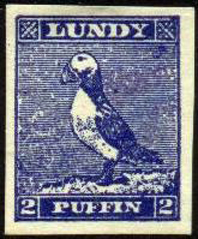
Марка Ланди с изображением тупика и номиналом в 2 Монеты Ланди (1929)

### Ланди
Ланди (англ. Lundy) — микрогосударство на небольшом острове площадью всего 345 гектаров, расположенном в Бристольском заливе, в 20 км от юго-западного побережья Великобритании, к северо-западу от мыса Хартланд-Пойнт. Исторически сложилось так, что владетелям Ланди королевским указом ещё в XVI веке даровалась свобода в пределах острова. К 1927 году на острове оставалось лишь 12 жителей. Даже закрылось почтовое отделение. За 25 тысяч фунтов стерлингов этот остров был выкуплен у британского правительства банкиром Мартином Харманом. Сразу же после вступления сделки в силу Харман объявил себя королём вновь образованного государства Ланди. «Король» потребовал признания всех особых прав и привилегий и, так как королевский указ XVI века не был отменён, британский суд признал их. Харман построил на острове ресторан, завёл свою полицию. В 1929 году отчеканил свои монеты — медные паффины (puffin, с англ. — «тупик», название распространённой на острове птицы), за которые в апреле 1930 года был оштрафован. В том же 1929 году вышла первая семимарочная серия. Харман выпускал свои марки вплоть до 1954 года. Выходили они в огромном количестве и по самым разнообразным темам. Умер «король» в 1955 году, оставив «престол» своему сыну Албиону. А последний, в свою очередь, передал бразды правления островом двум своим сёстрам. Случилось это в конце 1960-х годов. Дальнейший перечень «правителей» Ланди точно не известен.
К началу 1980-х годов на острове, перешедшем во владение Национального фонда, проживало около 20 человек и продолжали выпускаться собственные марки. Поскольку название острова восходит к древнескандинавскому слову, обозначавшему птицу тупик, там гнездящуюся, её изображение встречается на марках Ланди, причём номиналы марок даны в «тупиках» (паффинах).

### Лукония
Республика Лукония (Republic of Lukonia). В 1974 году была провозглашена «независимая республика» Лукония. Находилась она якобы, на нескольких островах севернее Борнео — на рифах Лукония. О провозглашении «независимости» было объявлено в Мюнхене, а первая четрёхмарочная серия Луконии была отпечатана в Австрии.

### Малакота

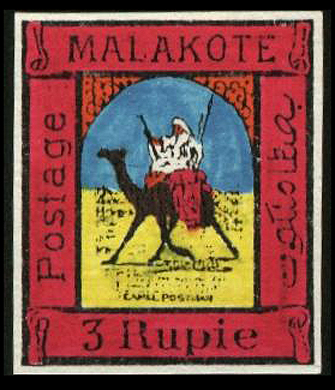
Марка Малакоты

Малакота (Malakote). Марки с подобной надписью появились в конце XIX века. По словам торговцев, это «государство» находилось на берегу африканского озера Тана в Эфиопии. На самом деле никакого государства в том районе не было. Марки выпущены в спекулятивных целях. Их появление связано с именем братьев Денхардтов — Клеменса и Густава, которые установили протекторат Германской империи над восточно-африканским султанатом Виту, или Витулендом (англ., нем. Witu или Wituland, также Suaheliland), расположенным к северу от устья реки Тана в современной Кении.

### Малуку-Селатан

Марка Малуку-Селатана

Республика Малуку-Селатан, или Республика Южно-Молуккских островов (индон. Republik Maluku Selatan). Молуккские острова Малайского архипелага входят в состав Индонезии. В конце 1949 года на островах Серам, Амбон, Манила, Келанг, Амбелау и некоторых других в Южных Моллуках вспыхнул мятеж. 25 апреля 1950 года христианская часть населения провозгласила на южных Молуккских островах независимую Республику Южно-Молуккских островов. В июле того же года имевшиеся в почтовом отделении Амбона марки Индонезии были снабжены надпечаткой «Республика Малуку-Селатан», а название страны зачёркнуто двумя линиями. Всего надпечатано 24 номинала. 17 августа 1950 года попытка отделения была силовым путём пресечена индонезийской армией, Молуккские острова вновь перешли под суверенитет Индонезии. Только на острове Амбон мятежники ещё продолжали сопротивляться. До ноября 1950 года там имели хождение марки с надпечатками.
Напряжённой ситуацией в этом регионе воспользовались аферисты. В офис одной из крупнейших американских марочных фирм обратились некие джентльмены, заявившие, что они представляют правительство Молуккской республики, и предложили разработать эмиссионную программу нового государства. Так как это предложение сулило хозяевам фирмы большие деньги, сделку по производству экзотических марок неизвестной республики заключили быстро. В 1954 году филателистический рынок столкнулся с яркими привлекательным почтовыми миниатюрами республики Малуку-Селатан. Участие в их выпуске приняли Австрийская государственная типография в Вене и нью-йоркская филателистическая фирма «Столов и К°», владельцем который был Генри Столов. Красочные марки привлекли внимание филателистов. Директора фирмы и «представители» несуществующей страны успели получить неплохую прибыль, прежде чем были разоблачены. Дело закончилось громким процессом.

### Маре
Маре (Mare correos). В 1902 году на территории бразильского штата Минас-Жерайс якобы было провозглашено «независимое государство» Маре, успевшее издать собственные марки с надписью «Mare correos» («Почта Маре»). Спекулятивно-фантастический выпуск.

### Мевю
Республика Мевю (англ. Republic of Mevu). Точных данных о месте выпуска этих марок нет. Известно, что эта «республика» будто бы находится где-то в Океании. На её последних выпусках имеется обозначение «Antarctic Post» — «Антарктическая почта».

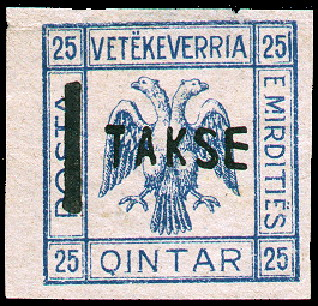
Доплатная марка Мирдиты (1922)

### Мирдита
Независимое правительство Мирдиты (алб. Vetёkeverria e Mirditiёs). В 1922 году выходили спекулятивно-фантастические марки «независимого правительства Мирдиты», но не имевшие отношения к Мирдитской республике.

### Молоссия
Республика Молоссия (Republic of Molossia)) — виртуальное государство, образованное в районе Дейтона (штат Невада, США) в 1977 году и печатающее собственные марки.

### Монте-Белло

Марка Монте-Белло

Местная почта островов Монте-Белло (англ. Local Post of the Monte Bello Islands). Острова Монте-Белло расположены к северо-западу от Австралии. Использовались Великобританией как ядерный полигон. В 1951—1952 годах появились марки неизвестного происхождения, выпущенные от имени островов. Спекулятивно-фантастический выпуск.

### Моон
Остров Моон («Moon Island»). Марки с названием этого острова, предположительно находящегося у берегов Норвегии, появились в конце 1960-х годов.

### Мореснет

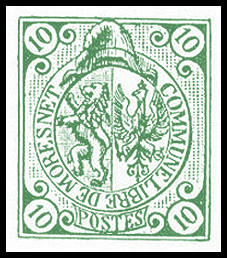
Марка Мореснета (1867)

Мореснет (фр. Moresnet). Марка этого государства выпущена бельгийским торговцем Жаном-Батистом Моэнсом (1833—1908), известным филателистом и владельцем филателистического журнала. Однажды возмутившись действиями своего конкурента, перепечатавшего из его журнала изображение новых марок, Моэнс решил проучить дельца. Он напечатал марку «государства Мореснет» и опубликовал её изображение и описание в своём журнале 1 апреля 1867 года. Конкурент попался на эту уловку, о чём Моэнс, с нескрываемым злорадством, сообщил в следующем номере журнала. На самом деле Мореснет была небольшой нейтральной зоной между Бельгией и Пруссией. В октябре 1866 года здесь был осуществлён местный выпуск с надписью на немецком и французском языках «Нейтральная зона Мореснет». Марки находились в обращении только 20 дней, а затем изъяты по требованию Пруссии.

### Нагаленд
Нагаленд (англ. Nagaland) — штат Индии, расположенный в северо-восточной части страны. Весной 1969 года во многих европейских филателистических журналах были напечатаны объявления «Нагалендского филателистического агентства» и репродукции первых марок Нагаленда. По сообщениям фирм, предлагавших марки Нагаленда, население этой страны вело с центральными властями Индии ожесточённую борьбу за полную независимость. А марки выпущены для демонстрации независимости Нагаленда от Индии. Были выпущены марки не только для обыкновенной корреспонденции, но и для авиационной почты. Однако местом их рождения был Лондон, а издателем — группа аферистов, выдающая себя за «правительство» Нагаленда. В январе 1970 года Союз филателистических торговцев и Английское филателистическое общество объявили на страницах журнала «Stamp Collecting» («Коллекционирование марок») о том, что марки Нагаленда являются лишь пропагандистскими наклейками, поэтому все торгующие фирмы должны предупреждать покупателей о характере марок. Однако данное сообщение не объяснило до конца этой спекулятивной аферы, не указав даже на существо наклеек. Дело в том, что пропагандистские наклейки, выпускаемые определёнными общественно-политическими движениями, отражают цели, которые они преследуют. Марки же Нагаленда выпускались исключительно на популярные среди филателистов темы флоры и фауны, и это уже свидетельствует об их спекулятивном характере. В результате протеста посольства Индии в ФРГ, на территории которой особенно активно распространялись марки Нагаленда, история этих фальшивок и их создателя, псевдопремьера правительства Нагаленда некоего А. Физо, закончилась в 1970 году в лондонском суде.

Примеры марок Нагаленда
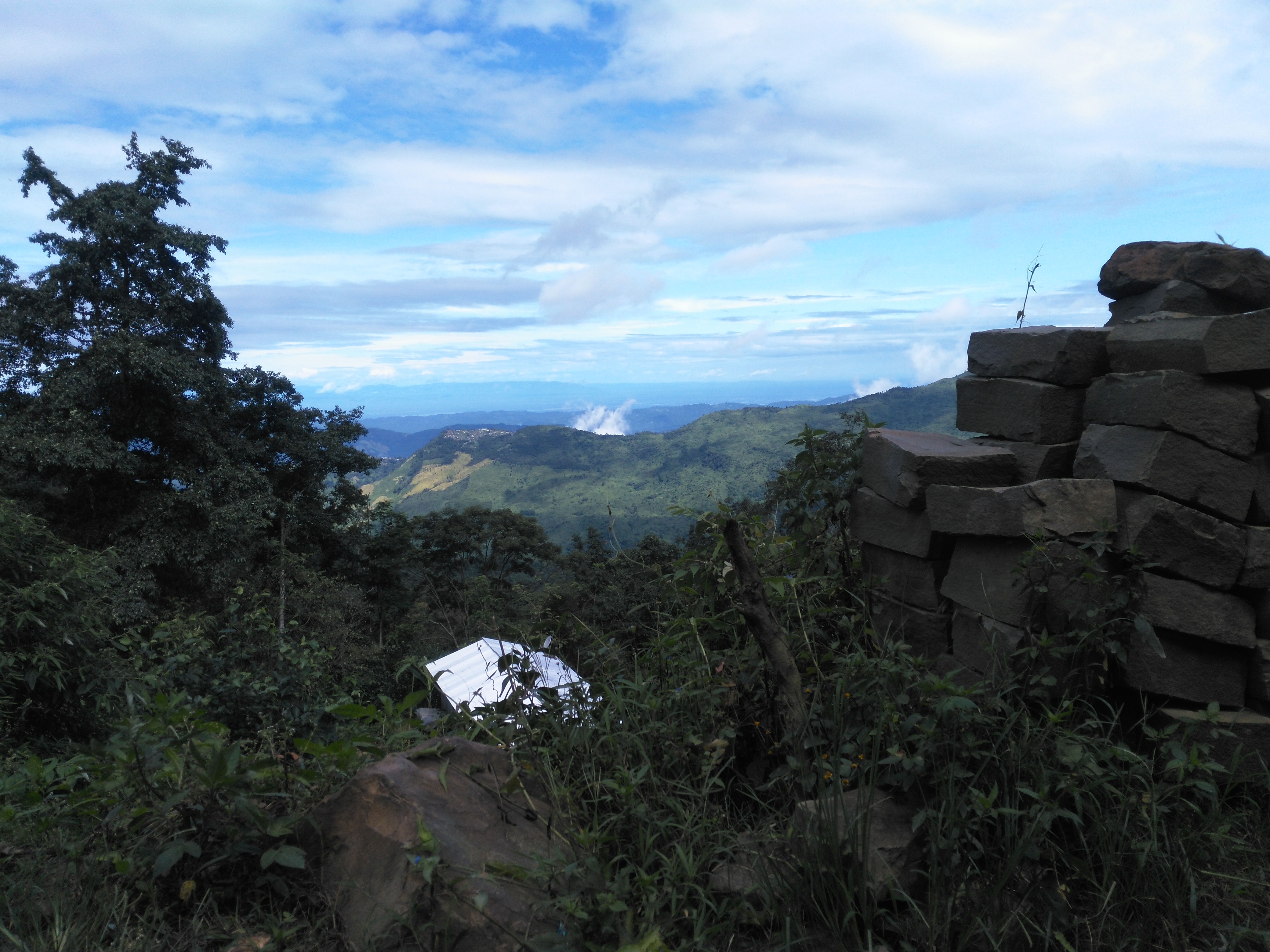
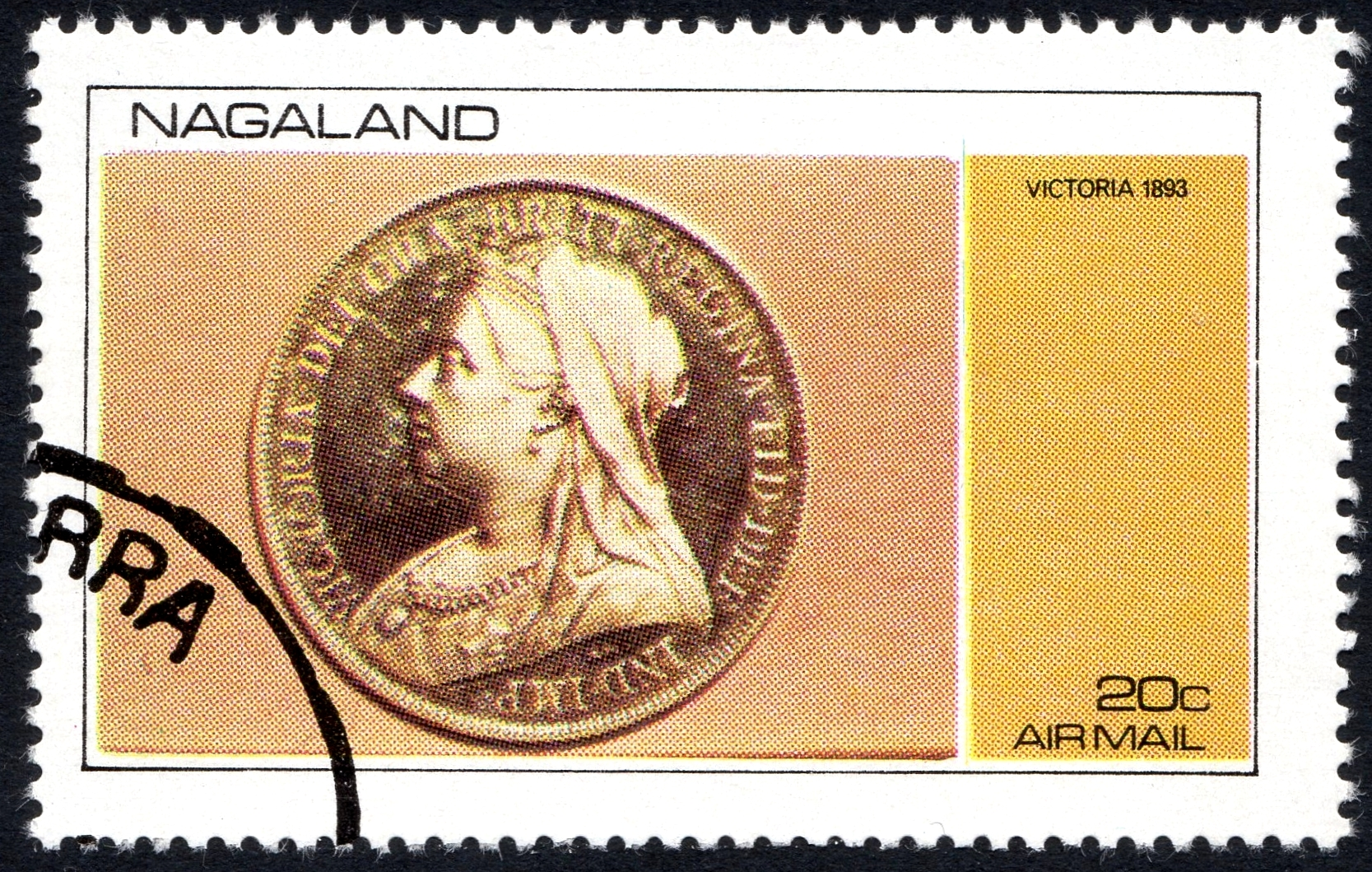

### Новая Атлантида
Республика Новая Атлантида (Republic of New Atlantis) — микрогосударство на плавучем судне-пароме, проводившем морские научные исследования в 1965—1970 годах вблизи территориальных вод Ямайки в районе мыса Луана. Отцом-основателем «суверенной республики» стал один из сотрудников экспедиции Лестер Хемингуэй, брат Эрнеста Хемингуэя. Не встретив сопротивления властей Ямайки, новоявленное «государство» начало выпускать свои марки, газеты и даже монеты.

### Нуре
Республика Нуре (порт. República de Nure). В 1902 году на территории бразильского штата Минас-Жерайс появилось ещё одно «независимое государство» Нуре, которое выпустило свои марки. Спекулятивно-фантастический выпуск.

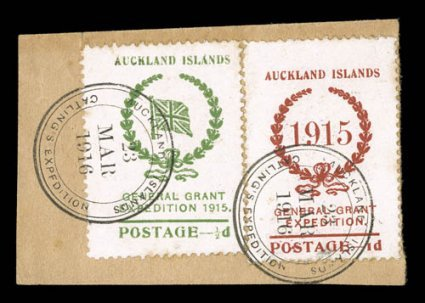
Вырезка с марками островов Окленд (1915), погашенные специальным штемпелем (1916)

### Окленд
Острова Окленд (англ. Auckland Islands). Принадлежат Новой Зеландии и располагаются примерно в 500 км к югу от неё. Официальных выпусков для этих островов не производилось, однако существуют неофициальные марки с названием этой территории. Их появление связано с организацией в 1915 году экспедиции на поиски судна «Генерал Грант», потерпевшего крушение у этих островов в 1866 году. Для экспедиции были подготовлены две марки: зелёная — номиналом в ½ пенни и красная — номиналом в 1 пенни.

### Окуси-Амбено

Марка Окуси-Амбено

«Государство» Султанат Окуси-Амбено (также Окусси-Амбено; Occussi-Ambeno) было основано в 1968 году группой новозеландских анархистов во главе с Брюсом Гренвиллом. Ими была выбрана действительно существовавшая территория португальского Восточного Тимора под названием Окуси-Амбено. Была выдумана история династии султанов Абдуллахов возглавивших 7 племён, объединившихся в 1848 году для совместного отпора португальцам. Позднее страна попала под номинальное господство Португалии и вплоть до 1968 года управлялась как часть колонии Восточный Тимор, а затем получила полный суверенитет.
В начале 1970-х годов во многих американских и английских филателистических журналах появились статьи об Окуси-Амбено и его марках. Из филателистических магазинов пошли заказы, дело стало приносить доход. В 1971 году газеты Новой Зеландии, а затем и Австралии сообщили что крупнейшая провинция султаната — Катаир в результате военного переворота попала под власть марксистов. Последовала девятимесячная гражданская война. После кровопролитных боёв Катаир был захвачен федеральной полицией, повстанцы с боями отступили на территорию Индонезии. Единственным зримым доказательством реальности конфликта стали выпущенные «марксистским правительством» Катаира марки с Лениным, вскоре наводнившие филателистические магазины по всему миру. Авторами марок была всё та же группа анархистов, решившая подогреть интерес к своему «государству».
После этого Окуси-Амбено развило бурную дипломатическую деятельность. Были установлены дипломатические отношения «султаната» с другими карликовыми государствами, в том числе с Монако и Лихтенштейном. Новозеландские газеты продолжали тем временем давать информацию о научных достижениях Окуси-Амбено, новых почтовых марках, политических убийствах, создании толкового словаря местного языка и тому подобных новостях. Наиболее сенсационные и скандальные перепечатки этих сообщений встречались в газетах Австралии, Японии и государств Персидского залива.
В 1977 году в «консульство» султаната в Новой Зеландии в Окленде, то есть фактически к создателям Окуси-Амбено, обратились представители Европейского консорциума. Они предложили взятку работникам консульства в размере 40 тысяч долларов, за то, чтобы те уговорили султана заключить эксклюзивный договор, по которому консорциум получал бы право изготовлять марки Окуси-Амбено и продавать их коллекционерам. Договор конечно же был заключён. В результате марки Окуси-Амбено из изделий дешёвой полиграфии, напечатанных в одну краску, превратились в четырёхцветное чудо офсетной печати. В течение года консорциум изготовил множество серий: средневековые парусные суда, азиатские птицы, дирижабли и многое другое. Почтовые марки «султаната» пользовались огромным спросом. Филателисты платили двадцатикратную сумму против номинала. Это был настоящий филателистический бум. Марки этого государства-призрака вошли почти во все каталоги мира.
Создатели Окуси-Амбено пошли ещё дальше. Они направили в парижское издательство, выпускающее энциклопедии и географические справочники, справку для публикации с краткой характеристикой «султаната». Бланк с текстом справки украшал герб государства с птицами и лианами. Обратный адрес гласил: «Окленд, Новая Зеландия. Генеральное консульство государств Окуси-Амбено». Издатели запросили подробности в ООН. В ответе говорилось, что султанат ещё не принят в организацию. Но есть частные письма из Монако и Лихтенштейна, поддерживающие просьбу правителя султаната о принятии его государства в ООН, факты проверяются. И всё же сведения о султанате Окуси-Амбено вошли в 1983 году в географический справочник. Ведь из новозеландского консульства пришли карты, брошюры по истории страны, вырезки из газет о гражданской войне на острове, образцы денег, статистические сводки, серии почтовых марок. Сомнения закрались из-за того, что о султане хранили полное молчание в Лихтенштейне. Автора рекомендательного письма оттуда найти не удалось, не было дополнительных сведений и из ООН. Опасаясь за свою репутацию, французские издатели поручили проверить данные об Окуси-Амбено непосредственно на месте группе этнографов, работающих на острове Тимор. Тут-то и разразился скандал. В районе, где по карте значилась столица государства, оказалась небольшая деревушка, типичная для индонезийских островов. Ни о восстании, ни о самом султане никто и не слыхал.
Только тогда в новозеландских газетах появилось сенсационное саморазоблачение Брюса Гренвилла о мифичности султаната Окуси-Амбено. Самое интересное, что отцы-основатели султаната не были привлечены к суду, так как новозеландские законы нарушены не были.

### Олдерни
Олдерни (англ. Alderney) — один из Нормандских островов, расположенный в 13 км от берегов Франции, но относящийся с 1559 года к владению Британской короны Гернси. До 1983 года на Олдерни имели хождения неофициальные марки частной почты, которые использовались для оплаты корреспонденции на другие Нормандские острова. С 1983 года в обращении находятся собственные почтовые марки Олдерни.

### Оман
Государство Оман (State of Oman, Oman Imamate State). Начиная с 1967 года, в основном в Ливане, выходят маркоподобные виньетки с надписями «State of Oman», «Oman Imamate State» и другими. На них — репродукции картин, птицы, животные, цветы и так далее. Небольшими тиражами печатаются также блоки (с зубцами и без зубцов). Данные «изделия» имеются и на письмах, якобы прошедших почту. Всё это фантастическо-спекулятивные выпуски, не имеющие никакого отношения к Султанату Оман, почтовые марки Султаната Оман издаются с 1966 года. До 1971 года название страны на марках было Маскат и Оман (Muscat and Oman, араб. مسقط وعمان‎). В 1971 году вышли марки с новым названием — «Султанат Оман» (англ. Sultanate of Oman, араб. سلطنة عُمان‎).

### Паломбия
Паломбия англ. Palombia.

### Пэбэй

Марка Рейнбоу-Крик с портретом «правителя» (1980)

Пэбэй — остров, расположенный у берегов Шотландии, от имени которого также выходили марки. В частности, известна серия марок Пэбэя, посвящённая морской фауне. При этом каждая миниатюра одновременно сопровождалась надписью: «Пятая годовщина со дня смерти Уинстона Черчилля».

### Рейнбоу-Крик
Независимое государство Рейнбоу-Крик (Independent State of Rainbow Creek) — микрогосударство, находящееся на территории австралийского штата Виктория. Это частное владение было объявлено его хозяином «независимым государством», для которого с июля 1979 года начали выпускаться марки.

### Республика острова Розы

Марки Республики острова Розы после её ликвидации: момент взрыва платформы (слева) и надпечатка «Военная оккупация Италии» (1968)

Республика острова Розы (эсп. Respubliko de la Insulo de la Rozoj; итал.  Repubblica dell'Isola delle Rose) — микрогосударство, которое было провозглашено 24 июня 1968 года итальянским инженером Джорджио Роза на купленной им за 100 млн лир (примерно 800 тысяч евро) 400-метровой платформе в Адриатическом море, находящейся в 11,6 км от Римини в нескольких сотнях метров от тогдашней границы итальянских территориальных вод. Хозяин платформы устроил на ней ресторан, бар, ночной клуб, магазин сувениров, по некоторым данным радиостанцию, а также почтовое отделение. Государственным языком нового образования был определён эсперанто, валютой — милли (отпечатаны и отчеканены так и не были). Джорджио Роза занялся производством марок и популяризацией своей затеи в итальянской прессе для привлечения публики и бизнеса на освобождённый от налогов Италии «остров». История закончилась высадкой на платформу четырёх карабинеров и налогового инспектора. Перед депортацией с неё Роза успел послать телеграмму итальянскому правительству, где он выражал возмущение «оккупацией суверенного государства». Вскоре после этого платформа была уничтожена военно-морским флотом Италии. Впрочем Роза организовал на континенте «правительство в изгнании» и надпечатал свои оставшиеся марки словами «военная итальянская оккупация» (эсп. Milita itala okupado).

### Сарофу
Княжество Сарофу (Sarofu). В начале XX века на филателистическом рынке были распространены марки «Княжества Сарофу», ещё одного из атоллов в южной части островов Лайн.

Марка Себорги (1994)

### Себорга
Княжество Себорга (Principato di Seborga) — микрогосударство, находящееся на территории одноимённой коммуны в итальянской провинции Лигурия. Возводит свою историю к феодальному владению, чьё вхождение в состав Италии, по утверждению местных жителей, не было зафиксировано юридически. В 1963 году местный торговец цветами Джорджо Карбоне был избран князем под именем Джорджо I. Первая марка Себорги была выпущена в 1994 году, на ней изображён герб княжества. Номиналы указаны в местной валюте — луиджино. Несколько серий марок с портретом князя, монетами Себорги, гербами и др. были выпущены в 1995 году. Выпуски предназначались для туристов и коллекционеров.

### Седанг
Примеры авиапочтовых марок Силенда
Королевство Седанг (Deh Sedang). Выходило две серии этого вымышленного королевства — в 1888 и 1889 годах.

### Силенд
Княжество Силенд (англ. Principality of Sealand) — микрогосударство, созданное на морской платформе в Северном море в 10 километрах от берегов Великобритании. Первые марки этого княжества с портретами великих мореплавателей были выпущены в 1969 году. Самопровозглашённый князь Силенда Рой Бейтс даже намеревался вступить во Всемирный почтовый союз. Для этого в октябре 1969 года он прислал в Брюссель своего эмиссара, с почтовым грузом из 980 писем. Именно столько писем необходимо новому государству, чтобы потребовать принятия в эту организацию. Письма были снабжены первыми марками Силенда. Однако намерение князя Роя I так и осталось лишь намерением.

Первый выпуск Монеты и почтовые марки Силенда, посвящённый исследователям территорий прошлого (1969):
Васко да Гама, 1497 – 2 цента; Христофор Колумб, 1492 – 3 цента; Уолтер Рэли, 1584 – 5 центов; Фрэнсис Дрейк, 1588 – 6 центов; Джеймс Кук, 1770 – 14 центов; Фернан Магеллан, 1519 – 20 центов; Мартин Фробишер, 1578 – 50 центов.
На каждой марке также изображены сама морская платформа Силенд и вертолёт

### Стаффа
Стаффа (Staffa) — шотландский остров, покинутый последним жителем в 1798 году. От имени острова в 1960-х — 1970-х годах было произведено 300 марок с надписью «Стаффа—Шотландия» («Staffa—Scotland»). В 1974 году была напечатана необычная миниатюра Стаффы, своего рода новое слово в марочном бизнесе: золотая марка весом в 23 карата, с выгравированной на ней надписью, сообщавшей, что марка эмитирована «правительством Стаффы». Этот «уникум» поступил на рынок за счет финансовой поддержки предприимчивых дельцов с Мэдисон-авеню в Нью-Йорке, и стоимость всего предприятия составила впечатляющую сумму — 80 миллионов долларов. Ожидания предпринимателей оправдались, и золотые марки были быстро раскуплены и попали в коллекции любителей необычных и дорогих «редкостей».

Примеры марок Стаффы (1974)
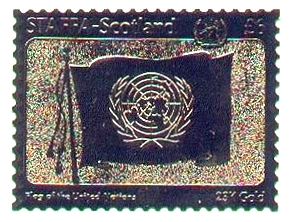
Золотая марка: флаг ООН
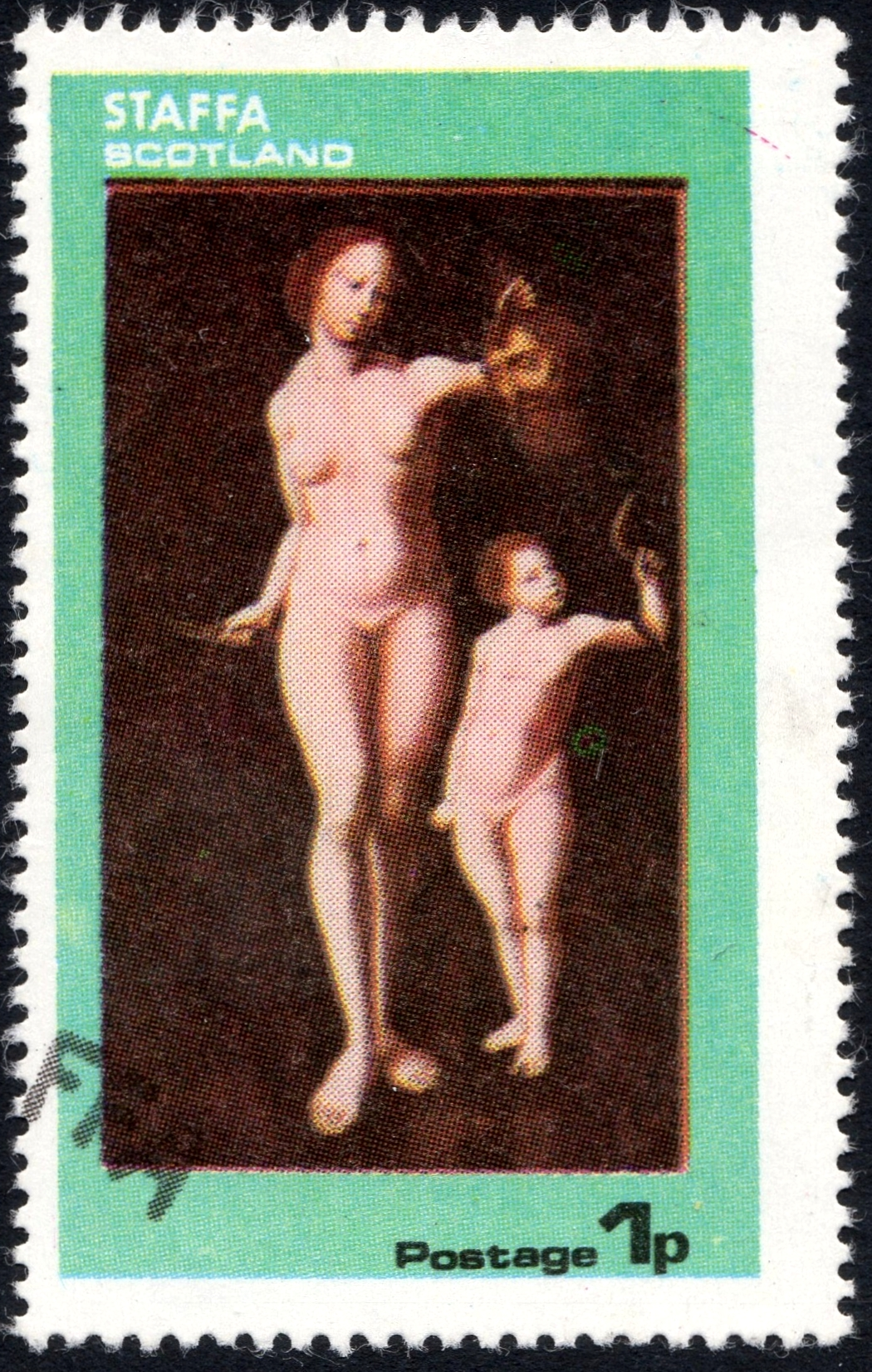
Ню в живописи

### Тибет
Тибет (англ. Tibet). Бежавший в 1959 году из Лхасы Далай-лама XIV организовал в Индии «Тибетское правительство в изгнании», а затем эмигрировал в Австралию. Там он начал издавать пропагандистские марки. Первый выпуск (1972 года) включал четыре марки, на которых были запечатлены антилопа, гималайский медведь, як и леопард. Марки Тибета для почтового употребления не предназначались.

Второй выпуск марок Тибетского правительства в изгнании (1974)

### Томонд
Княжество Томонд (также «Ирландское княжество Томонд»; англ. Principality of Thomond). Известны марки этого несуществующего княжества в Ирландии, провозглашённого Реймондом Молтоном О’Брайеном.

### Тринидад

Ленинские марки, изданные Шрёдер, Йорг (ФРГ, 1970): с ошибочной и исправленной датой (на марке, прошедшей почту)

Княжество Тринидад (порт. Principate de Trinidad) — самопровозглашённое микрогосударство конца XIX века, существовавшее на острове Тринидади (Ilha de Trindade; не путать с островом Тринидад, ныне входящим в Республику Тринидад и Тобаго) находится в восьмистах километрах от побережья Бразилии в Атлантическом океане. Остров необитаем, площадь его не превышает 15 км². В 1893 году во время шторма у этого островка нашёл пристанище корабль, одним из пассажиров которого был французский журналист и авантюрист Джеймс Харден-Хикки (по другой версии, Джеймс остров купил). Обосновавшись на острове, Харден-Хикли провозгласил себя князем Тринидада Джеймсом I. В том же 1893 году он отправился в Нью-Йорк, где открыл посольство своего «княжества» и отпечатал большим тиражом серию из семи марок. Самозванное княжество просуществовало около трёх лет. Конец ему, а заодно и почтовой афере настал в 1896 году, когда остров Тринидади присоединили к Бразилии. По другой версии, Джеймсу не удалось вернуться в свои «владения» из-за того, что Великобритания превратила островок в свою телеграфную станцию. Узнав об этом, «князь» Джеймс I якобы покончил с собой.

Примеры почтово-гербовых марок из первой серии Княжества Тринидад (1893)
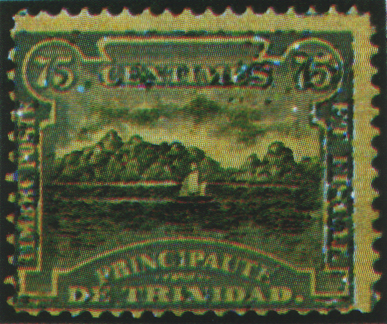
75 сантимов
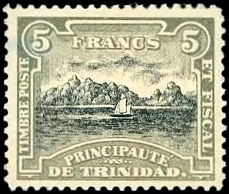
5 франков

### ФРГ
ФРГ — марки с портретом В. И. Ленина (нем. Deutsche Bundespost). В 1970 году 32-летний житель Франкфурта-на-Майне Йорг Шрёдер самостоятельно изготовил марки от имени почтового ведомства ФРГ с портретом В. И. Ленина в связи со столетием вождя мирового пролетариата. Марки были наклеены на письма, которые Шрёдер разослал 16 апреля того же года некоторым депутатам бундестага. Письма эти прошли почту и имели соответствующие гашения, но для подстраховки Шрёдер франкировал их также официальными знаками почтовой оплаты, чтобы его не обвинили в нанесении ущерба почтовой службе. Полиция быстро выявила злоумышленника, которого признали виновным в незаконном изготовлении марок и использовании их для пересылки писем.

### Фрестония
Свободная и независимая республика Фрестония (англ. The Free and Independent Republic of Frestonia) — микрогосударство, площадью 1,8 акров (7300 м²), образованное 27 октября 1977 года на лондонской улице Фрестон-роуд. «Независимость» была провозглашена по итогам референдума жителей улицы, оказавшихся под угрозой выселения из-за возможного строительства на месте их квартала фабрики. Новоиспечённое «государство» обзавелось собственной газетой, радио, гимном и почтовыми марками. Через несколько лет начали работу посольства в других странах. Фрестонцы подавали заявление на членство в ООН и ЕС. Благодаря журналистам, Фрестония стала одной из туристических достопримечательностей Лондона.

Конверт авиапочтового отправления, франкированного марками Фрестония и доставленного в Данию в 1978 году

### Фридомлэнд и Конеуве
Княжество Фридомлэнд и Республика Конеуве (Principality of Freedomland and Republic of Koneuwe). В 1974 году некий Отмар А. ди Смидер (Othmar di Schmieder Rocca-Forozata) провозгласил независимость этого микрогосударства, якобы расположенного на островах Спратли в Южно-Китайском море. Однако площадь новоявленного государства составила всего лишь 10 м². Дело в том, что акт о «независимости» был принят в одной из цюрихских квартир (Швейцария). Как один из атрибутов суверенности были выпущены «почтовые марки». Однако республиканская форма правления не устроила Смидера. Он решил стать полновластным хозяином своей «страны». Новое государственное образование он назвал «Княжество Фридомлэнд» — «Княжество Свободная Земля», а сам стал «князем Отмаром». По заявлению «князя», его «государство» находилось на островах между островом Борнео и Филиппинами. Сразу же были изготовлены весьма примитивные марки княжества. Помимо филателистической деятельности «князь» торговал недвижимостью и учёными степенями своего «государства». Вскоре «князь Отмар» был арестован уголовной полицией по обвинению в мошенничестве.

### Халистан
Халистан (Khalistan). В 1918 году американский гражданин Ганга Сингх Дхилон изобрёл слово «Халистан». Так он назвал несуществующее государство, которое должно было быть образовано на территории индийских штатов Пенджаб и Харьяна. Президентом государства Халистан стал английский гражданин сикхского вероисповедания Джагджит Мингх Чаухан, лишённый в своё время индийского гражданства за ведение подрывной деятельности. Чаухан и Дхилон развернули свою деятельность в США. В ряде стран Запада были открыты «посольства» и «консульства» Халистана, которые стали выдавать «паспорта» несуществующего государства. Был налажен выпуск почтовых марок.

### Хатт-Ривер

Марка Княжества Хатт-Ривер (1981)

Княжество Хатт-Ривер, или Княжество реки Хатт (Hutt River Province Principlity), — микрогосударство в Австралии. 21 марта 1970 года Леонард Касли владелец фермы площадью 75 км², расположенной в 595 км к северу от австралийского города Пета, в знак протеста против повышения налога с продаж зерна объявил свою ферму «Княжеством Хатт-Ривер», а себя — «князем Леонардом I». Австралийские власти, в свою очередь, лишили «монарха» и его семью гражданства, что косвенно подтвердило его право на суверенитет. Леонард I придумал для своего «княжества» флаг и герб, а с 1973 года начал выпускать свои марки. Первая серия вышла с изображением цветов, затем — с библейскими сюжетами (1975), птицами (1976) и т. д. Письма, франкированные этими марками, встречаются также с дополнительной оплатой официальными марками Канады, Кокосовых островов и Австралии. В 1976 году Касли объявил о введении собственной денежной единицы. Ежегодно «княжество» посещает несколько десятков тысяч туристов. К их услугам — отель, центр водного спорта, почта. Деятельностью почты ведает «министр связи», каковым является сын «князя», Ян.

### Химрия
Правительство Химрии (Government of Himriyya). Химрия, или правильнее Эль-Хамрийя, — населённый пункт на побережье Персидского залива в эмирате Шарджа (ОАЭ). В апреле 1965 года на филателистическом рынке появились марки с надпечаткой «Government of Himriyya» («Правительство Химрии»). Однако почтовая администрация Шарджи эти марки не признала.

### ССР Хорватия
Советская Социалистическая Республика Хорватия (хорв. NDH SSR). В 1945 году был осуществлён спекулятивный выпуск этой несуществующей республики.

### Царская болгарская почта
Царская болгарская почта (болг. Царска българска поща, Zarska Bulgarska Pošta). Марки с таким текстом возникли в 1964 году в результате предприимчивости болгарского эмигранта Драгомира Проданова. В 1964 году, попробовав уже неуспешно спекулировать марками Бразилии, он переместился в Испанию, где в то время находился в изгнании бывший болгарский царь Симеон II. Последний проживал в Мадриде, в замке, объявленном «царской болгарской канцелярией». Проданов был назначен «министром почт» и для «дворцовой почты» ввёл в оборот виньетки, которые даже наклеивались на письма, переносившиеся из комнаты в комнату «царскими курьерами» (хотя во дворце имелся телефон). За пределы замка деятельность этой «почты» так и не распространилась. Попытки продать эти марки с помощью своего «генерального представителя» в ФРГ среди филателистических дилеров и коллекционеров обернулись неудачей из-за их сильно завышенных цен и сомнительного происхождения.

### Целестия

Марка Целестии

Целестия, или Селестия (англ. Celestia), — несуществующее микрогосударство. В 1948 году житель штата Иллинойс (США) некий Джеймс Томас Манган сделал заявление о том, что он вступает во владение Вселенной, которую он окрестил Целестия (Небесная страна). На выпущенных им открытках значилось, что он отныне и навсегда является единственным владельцем мирового пространства и именно к нему надлежит обращаться за разрешением побывать в Целестии. Позже появились и марки с названием экзотического «государства» «Nation of Celestial Space» (с англ. — «Народ небесного пространства») и номиналом в «местной валюте» — эргах. На марках изображён флаг с символом #.

### Шотландские острова
Шотландские острова (Scotland Islands). «Отцом» этого почтового призрака стал владелец английской филателистической фирмы «Филателик дистрибьюшен корпорейшн» (Philatelic Distribution Corporation Ltd.) Клайв Фейгенбаум. В 1989 году он передал нескольким американским фирмам право на печатание и сбыт «почтовых марок» Шотландских островов — государства, которое никогда не появлялось ни на географической, ни на политической карте мира. Однако Фейгенбаум довольно быстро был уличён в мошенничестве.

### Шуар
Шуар (Shuar State) — «индейское государство» на востоке Эквадора. В 1992 году появились красочные марки с изображением эпизодов из жизни коренных жителей, относящихся к группе индейских народов хиваро (или шуара).

### Эйнхаллоу
Эйнхаллоу (Eynhallow) — небольшой шотландский остров в группе Оркнейских островов, расположенных в Атлантическом океане, который известен выпуском авиапочтовых марок номиналом в 40 пенсов. При этом на острове нет аэродрома и почтового отделения, а его единственными обитателями являются овцы и тюлени, поскольку последний человек покинул это место в 1851 году. Несмотря на то что с тех пор этот остров безлюден, в 1973 году вышло распоряжение об издании марок для Эйнхаллоу, и за пять лет были эмитированы почтовые миниатюры на самые различные темы.

### Эритрея
Почта свободной Эритреи (итал. Poste Eritrea libertà). Выпуск марок с такой надписью связывается с деятельностью НФОЭ, когда ещё не существовало свободное эритрейское государство.

## Филателистические аспекты
В Великобритании во второй половине XX века многие филателисты были всерьёз увлечены собиранием «знаков почтовой оплаты» официально никогда не существовавших почтовых администраций и эмитентов. Согласно некоторым оценкам, почти 30 островов близ побережья Великобритании и Ирландии в 1960-х — 1970-х годах на протяжении одного только десятилетия выпустили более 3000 марок, и их неослабевающий поток был предназначен именно для любителей филателистической экзотики, поскольку для франкировки почтовых отправлений могло бы хватить нескольких сотен подобных знаков почтовой оплаты. На основе этих спекулятивных эмиссий лондонский филателистический дилер Джеральд Роузен (Gerald Rosen) даже составил и издал «Каталог местных британских марок». По его мнению, часть этих выпусков могут быть по-настоящему интересны коллекционерам, хотя другие не имеют особого коллекционного значения. Так или иначе «бездомные», по определению А. Федяшина, марки все чаще находят пристанище в альбомах коллекционеров.
В России коллекцию материалов, посвящённых теме «почтовых призраков» и таинственных эмиссий, составил офицер Игорь Л. Шевченко. В качестве основы его коллекции использован список подобной продукции, опубликованный в третьем издании книги «Филателистический атлас» чехословацких авторов Б. Глинки и Л. Мухи. Обобщение собранной И. Л. Шевченко информации печаталось на протяжении нескольких лет, в 1990—1994 годах, в виде серии статей в журнале «Филателия СССР» («Филателия»).